# Crêt des Danses
Le crêt des Danses est un sommet du Jura vaudois qui culmine à 1 533 mètres d'altitude. Son sommet se trouve sur le territoire de la commune d'Arzier-Le Muids.